# Frente de Liberación del Delta del Níger
El Frente de Liberación del Delta del Níger (NDLF, Niger Delta Liberation Front, por sus siglas en inglés) es un grupo guerrillero originado en el delta del Níger en Nigeria . El exlíder del grupo, John Togo, afirma que su objetivo principal es separarse de Nigeria y obtener la independencia de Nigeria. El grupo es conocido por su notorio líder John Togo, conocido en toda Nigeria por haber sido un soldado. Aunque Togo es el miembro más notorio del NDLF, fue asesinado el 19 de julio de 2011 por un ataque aéreo nigeriano cerca de Warri en el estado de Delta . El grupo está estrechamente vinculado al Movimiento para la Emancipación del Delta del Níger y lucha codo con codo contra el Ejército nigeriano.deó. Togo y otros 20 guerrilleros murieron en el ataque. El ejército de Nigeria recuperó su cuerpo y se lo entregó a su familia. A principios de 2013 estalló la guerra dentro del NDLF después de que 2 comandantes diferentes afirmaran ser el líder. Terminó después de que uno fuera asesinado en marzo de 2013.

## Trasfondo
En 1998 se formó el Consejo de la Juventud de Ijaw y muchos militantes se criaron en el Consejo de la Juventud de Ijaw. En 1999 ocurrió la Masacre de Odi en el estado de Bayelsa, que fue la chispa que estalló en violencia. En 2004, se formó el Consejo Revolucionario Conjunto y reclutó miembros para sacudir la industria petrolera de Nigeria hasta su núcleo. En 2005, el miembro de alto rango John Togo formó un grupo disidente después de que el Consejo Revolucionario Conjunto no causara mucho daño. Togo reclutó a unos 4.000 miembros y se adentró en el delta del Níger para comenzar los ataques.

## "General" John Togo
John Togo fue uno de los señores de la guerra más notorios en la región del delta del Níger. Su rasgo más reconocible era una cicatriz en la cara que recibió al recibir un disparo de un soldado nigeriano. Togo era bien conocido por su habilidad en la fabricación de bombas y ataques coordinados contra instalaciones petroleras.]], que fue la chispa que estalló en violencia. En 2004, se formó el Consejo Revolucionario Conjunto y reclutó miembros para sacudir la industria petrolera de Nigeria hasta su núcleo. En 2005, el miembro de alto rango John Togo formó un grupo disidente después de que el Consejo Revolucionario Conjunto no causara mucho daño. Togo reclutó a unos 4.000 miembros y se adentró en el delta del Níger para comenzar los ataques. En 2009, Togo aceptó la amnistía del gobierno, pero volvió a la lucha un mes después de que el gobierno de Nigeria no cumpliera sus promesas. 
En 2010, Togo era el hombre más buscado de Nigeria. En octubre de 2010, la Fuerza Aérea de Nigeria bombardeó su campamento, pero Togo y sus hombres lograron colarse en los pantanos del Delta. En junio de 2011, Togo y el NDLF se enfrentaron con el ejército nigeriano. Togo recibió un disparo en el brazo y sus hombres lo llevaron a un hospital en Warri. Después de que le quitaron la bala del brazo, huyeron de regreso al bosque. Menos de una hora después, los soldados nigerianos asaltaron el hospital y estaban enojados porque si hubieran llegado solo unos minutos antes, habrían capturado a Togo. El 19 de julio de 2011, Togo y sus hombres dormían en su campamento en el estado de Delta cuando, de repente, la Fuerza Aérea de Nigeria lo bombardeó. Togo y otros 20 guerrilleros murieron en el ataque. El ejército de Nigeria recuperó su cuerpo y se lo entregó a su familia.

## Después de Togo
Con la muerte de Togo, el NDLF parecía débil y muchos miembros se unieron al Movimiento para la Emancipación del Delta del Níger. Aunque muchos miembros se fueron, alrededor de 2,500 permanecieron en el NDLF. Durante los siguientes 2 años atacaron instalaciones petroleras de vez en cuando. En febrero de 2013 el grupo se debilito debido a luchas internas, cuando 2 comandantes diferentes afirmaron ser líderes. Después de un mes de lucha, uno murió y el otro tomó el control total del grupo.